# Jiří Novák (pallavolista)
Jiří Novák (Ústí nad Labem, 19 novembre 1974) è un allenatore di pallavolo ed ex pallavolista ceco, di ruolo schiacciatore, tecnico del Karlovarsko e della nazionalità ceca.

## Palmarès

### Giocatore

#### Club
- Campionato ceco: 1

1995-96
- Campionato francese: 8

1999-00, 2000-01, 2001-02, 2002-03, 2005-06, 2006-07, 2007-08, 2008-09
- Coppa della Repubblica Ceca: 1

1995-96
- Coppa di Francia: 3

1999-00, 2000-01, 2003-04
- Supercoppa francese: 2

2004, 2006
- Champions League: 1

2000-01
- Coppa delle Coppe: 1

1999-00
- Supercoppa europea: 1

2000

### Allenatore

#### Club
- Campionato ceco: 3

2017-18, 2020-21, 2021-22
- Supercoppa ceca: 1

2021

#### Nazionale (competizioni minori)
- European Golden League 2022[1]